# Трояновская, Анна Ивановна
А́нна Ива́новна Трояно́вская (1885, Москва, Российская империя — 1977) — российская и советская художница, певица, педагог. Известна своим покровительством пианисту Святославу Рихтеру.

## Биография

### Происхождение и семья
Родители — из обедневших обрусевших дворянских семей шляхетского происхождения. Единственная дочь своих родителей, никогда не выходившая замуж и не имевшая детей.

### Бугры
Усадьба Бугры находится в Боровском районе Калужской области рядом с северо-западной окраиной города Обнинска, в районе современных Кончаловских гор.
В начале 1880-х годов Анна Обнинская, дочь Петра Наркизовича Обнинского вышла замуж за Ивана Ивановича Трояновского, в приданое ей достался хутор Бугры, ныне известный как «дача Кончаловского».
Усадьба Бугры включала в себя участки леса и лугов в холмистой местности. Усадебные строения находились на вершине холма среди соснового леса. Старый бревенчатый дом, одноэтажный с мезонином, сохранился до настоящего времени. С каждой стороны мезонин был украшен балконом, но с течением времени балконы разрушились. К дому примыкал хозяйственный двор с постройками, за ним был сад. А по склону холма перед фасадом дома был посажен парк.
Большим увлечением Трояновского было садоводство, в парке Бугров он посадил редкие породы деревьев, такие как пробковое дерево, маньчжурский орех или сибирский кедр, красный клен. В саду росли кусты сирени десятков сортов, площадка перед домом засаживалась цветами. В Буграх была построена оранжерея, где Трояновский собирал уникальные сорта орхидеи, занимался выведением новых сортов.
В 1897 году в Бугры приезжал Исаак Левитан (1860—1900). В Буграх Левитан провел около недели, он написал здесь несколько этюдов, на основе этих работ в Москве Левитан создал две картины с ночными пейзажами.
В августе 1907 года, в Буграх гостил художник и историк искусств Игорь Грабарь (1871—1960). «Выйдя утром в сад, — вспоминает Игорь Эммануилович, — я был восхищен видом массы флокс в утренней росе, сверкавшей на солнце всеми цветами радуги. Это было прекрасно… Я тотчас же побежал за красками и холстом и написал этюд».
Весной 1907 года в гости к Трояновскому приезжал Петр Петрович Кончаловский (1876—1956) с женой Ольгой Васильевной и детьми Мишей и Наташей. Кончаловские очень полюбили эти места, они часто приезжали сюда в последующие годы, а спустя 25 лет приобрели усадьбу Бугры у Анны Ивановны Трояновской.

Наталья Петровна Кончаловская вспоминает, как Иван Иванович Трояновский «собирал у себя в Буграх самых лучших, самых интересных людей… Можно себе представить, сколько юмора, сколько остроумия и какая непринужденность царила в Буграх, когда туда наезжали московские гости. Здесь пел Шаляпин, шумели за столом знаменитые актеры МХАТа — Москвин, Тарханов, Качалов. А сам Иван Иванович, невысокий, худой, с острыми чертами лица, поначалу пугал пронизывающим взглядом серых глаз и отрывистой речью, но был удивительно демократичен и добр».

### Анна Трояновская и Святослав Рихтер
В 1978 году, через год после смерти Трояновской Святослав Рихтер кратко сформулировал, кем была для него Анна Трояновская:
Анна Ивановна Трояновская — моя большая приятельница, у которой я провёл очень много часов моей жизни, я у неё занимался, я у неё пробовал писать пастелью. Одарённая натура, художница — ученица Серова, Пастернака, Матисса, страстная поклонница Эль Греко, певица-любительница (в домашних концертах ей аккомпанировал Метнер и оставил ей рояль, на котором я и занимался). Истинная москвичка, приятельница дома Шаляпиных, Станиславских. Летала с Юмашевым на фронт, была дружна с Натальей Николаевной Волоховой, у которой я с ней и познакомился.
Осенью 1941 года, после ареста и отправки в Свердловск как этнического немца учителя Рихтера Генриха Нейгауза (самого Рихтера, тоже как этнического немца, спасла от ареста случайность), Рихтер стал жить у родственников Нейгауза, а занимался на рояле в коммунальной квартире Анны Трояновской.
Своим покровительством Рихтеру Трояновская, старшая его на 30 лет, вызывала множество насмешек как в начале знакомства с ним, так и в конце своей жизни. Андрей Кончаловский, ребёнком видевший Трояновскую в Буграх, спустя несколько десятилетий вспоминал о ней:
У Городецкого жил молодой Рихтер, высокий, рыжий, загорелый. С ним часто приходила его сумасшедшая поклонница, боготворившая его, создававшая ему атмосферу творчества, — Анна Ивановна, дочь художника Трояновского, у которого дед и купил дом в Буграх. У неё были длинные юбки до пола, какие носили до революции. Дядя Миша, подмаргивая, говорил, что это затем, чтобы скрыть хвост, подозревая её в чертовщине.

## Семья и родственные связи
- Прадед — Наркиз Антонович Обнинский (1796—1863), российский военный, общественный деятель.
- Дед — Пётр Наркизович Обнинский (1837—1904), российский юрист, публицист, общественный деятель.
- Родители:
  - Отец — Иван Иванович Трояновский (1855—1928), российский врач, коллекционер, ботаник, общественный деятель.
  - Мать — Анна Петровна Трояновская (урождённая Обнинская, 1862—1920).
- Дяди:
  - Евгений Иванович Трояновский (1854 — после 1920, российский военный, чиновник, общественный деятель. Полицмейстер Калуги в 1886—1912 гг.
  - Виктор Петрович Обнинский (1867—1916), российский политический и общественный деятель, литератор.
  - Борис Петрович Обнинский (? — 1920), министр юстиции в белом правительстве Крыма. Остался в Крыму после отхода П. Н. Врангеля, был расстрелян красными.
- Двоюродные братья:
  - Вячеслав Евгеньевич Трояновский (1879 — после 1920), российский военный, кавалерист. Участник Первой мировой войны; сотник Татарского конного полка Кавказской туземной конной дивизии («Дикой дивизии»). Один из шести офицеров Татарского конного полка, удостоенных ордена Святого Георгия 4-й степени (1916). Участник Гражданской войны на стороне белых.
  - Михаил Константинович Трояновский (1889—1964), российский и советский аптекарь и самодеятельный актёр (до 1934), советский профессиональный актёр (после 1934).
  - Глеб Борисович Обнинский (1900—1951), российский военный, подпоручик, участник Гражданской войны на стороне белых.
  - Пётр Викторович Обнинский (англ. Peter Victor Obninsky; 1901—1998), американский архитектор.
- Двоюродные племянники:
  - Ромуальд Михайлович Трояновский (1914—1992), советский актёр.
  - Дмитрий Фёдорович Терехов (р. 1936), советский и российский художник, мемуарист.

## Местонахождение произведений
- Частное собрание Святослава Рихтера (после смерти Рихтера согласно его завещания перешло в собственность Музея изобразительных искусств имени А. С. Пушкина).

## Цитаты
Дмитрий Терехов, «Рихтер и его время» (2002):
В открытках к Анне Ивановне Трояновской перед обращением всегда стояло <...> Что это такое? Это ритмическая фигура начала Фантазии Шуберта «Скиталец», начала любимейшего его сочинения. Он как-то сказал о «Скитальце»: «Для меня это, быть может, лучшее сочинение в мире». 

Но почему именно Анне Ивановне Трояновской посылалось это та, та-та-та, та-та-та? 

Это был его стук. Так стучал он ей в окно, в нижнюю часть стекла, или по железу карниза. 

Анна Ивановна жила на первом этаже старого дома близ Никитских ворот.
Она жила в той же квартире, где и родилась в 1885 году. До революции вся квартира в одиннадцать комнат принадлежала её отцу, доктору Трояновскому. Теперь же здесь теснились одиннадцать семей. Бывало трудно. В коридоре у общего телефона часами с кем-то бранился таксист. Потом его сменял студент. У него бурно шла личная жизнь. Потом вылезала полоумная, пьяная старуха, на лиловых отечных ногах, с редкими длинными волосами, свисавшими до поясницы, и бессмысленными глазами. Было в ней что-то от утопленницы. Её звали Ундина. Она как будто тоже пыталась звонить, но главное, ждала коридорных встреч. Иногда она кокетничала, иногда мочилась прямо у телефона, и после неё всегда болталась на шнуре не положенная на рычаг трубка. 

Словом, жили не хуже других. Никто никого не замечал, однако все замечали музыку. 

Музыка раздражала. 

Рихтер никогда не звонил у двери, а стучал с улицы  (!) Скиталец... 

Это произведение всё время было с ним в жизни. Но только ли? Оно было в его Судьбе. 

В Москве в разное время было у него четыре адреса. Сначала — Арбат, где он жил у жены, певицы Нины Дорлиак. Это тоже была коммуналка. Правда, они занимали две комнаты, но в коридоре, на кухне было почти то же, что и у Анны Ивановны. 

Потом, уже в пятидесятых годах, они переехали в отдельную двухкомнатную квартиру, у самой железной дороги на краю города. Так с коммуналками было покончено. Но появившиеся у него два рояля съели всё жизненное пространство его первого собственного пристанища. 

Следующее их жилье — квартира в Доме Союза композиторов, выстроенная на Сталинскую премию, присужденную ему в те годы. 

Однако дом музыкантов отличался такой звукопроводностью, что день и ночь гудел и гремел. Заниматься там было почти невозможно, и он продолжал играть у Анны Ивановны. В начале семидесятых они опять переехали. Теперь это был дом на Бронной, где они получили две квартиры рядом на самом верху. Стену разобрали, и получилось жилье в полэтажа. <...> 

Фантазия Шуберта «Скиталец» — это не просто любимое его сочинение. Это — он сам. — это его подпись. Его знак! Этим он начинал своё письмо.
Это я! Я иду!

### Публикации Анны Трояновской
- История одного рояля фабрики Штюрцваге // Наше наследие. — 2002. — № 61.
- Жизнь Н. К. Метнера в Буграх // Н. К. Метнер. Статьи, материалы, воспоминания / Составитель-редактор З. А. Апетян. — М.: Советский композитор, 1981. — С. 134—141.

### Об Анне Трояновской
- Терехов Дмитрий. Рихтер и его время. Записки художника. Неоконченная биография (факты, комментарии, новеллы и эссе). — М.: Согласие, 2002.